# Quartiere dei Lillà
Quartiere dei Lillà è un film del 1957 diretto da René Clair, con Pierre Brasseur, Henri Vidal e il noto cantautore francese Georges Brassens, qui alla sua unica interpretazione cinematografica.
Il film è ispirato al romanzo La grande ceinture di René Fallet, amico di Brassens.

## Trama
Juju è un uomo mite, un po' beone, pigro ma di buon cuore. Per la società: un buono a nulla. Egli vive nella periferia di Parigi, nel quartiere dei Lillà. Vicino a lui abita un amico anch'egli scapolo, l'Artista, un musicista, cantante e chitarrista, con il quale Juju ha stretto una sincera amicizia. Nel quartiere giunge un giorno Pierre Barbier, un delinquente ricercato dalla polizia. Juju fa amicizia con lui e chiede all'Artista di nasconderlo, suo malgrado, nella cantina, mentre la polizia lo cerca e ispeziona il quartiere.
L'arrivo di Barbier cambia la vita di Juju, che smette progressivamente di bere, inizia ad alzarsi presto la mattina e persino a farsi la barba. Egli abbandona il suo aspetto trascurato, acquisendo maggiore sicurezza e una certa fiducia in sé. Peraltro inizia a dimostrare verso Barbier una crescente ammirazione e amicizia, ma così facendo tende a trascurare l'amico leale di sempre, l'Artista. Juju cerca di procurare a Barbier un passaporto: sarà quello dell'Artista, a cui verrà sostituita la foto.
Nello stesso tempo la giovane Maria, di cui Juju è segretamente innamorato, riesce a procurare il denaro a Barbier, che l'ha sedotta solo a tal scopo. La giovane ruba infatti i soldi al padre Alfonso, attratta dal miraggio di una vita avventurosa accanto all'affascinante fuorilegge, lontano da quella della periferia parigina. Quando però Juju si accorge dell'accaduto, prova a far ragionare Barbier e solo allora capisce di come questi si sia preso gioco di tutti e abbia usato gli amici per i suoi scopi. Ferito nel suo orgoglio di essere umano, Juju reagisce e durante una colluttazione uccide Barbier. L'Artista, l'amico di sempre, lo aiuterà ancora una volta.

## Temi trattati
È un film sul valore autentico della vera amicizia e sulla tragedia dell'egoismo, una storia in cui si passa dalla gioia alla malinconia e al dramma. Delicato, come sempre, nei film di Clair, il ritratto dei personaggi; c'è in questo un po' di Victor Hugo, ma anche Honoré de Balzac e soprattutto Clair.

## Colonna sonora
Il compositore della colonna sonora del film è Jacques Météhen. L'autore dei brani cantati, tra i quali L'Amandier, Au bois de mon cœur, Le Vin, è Georges Brassens.